# شهرستان لارنس (تنسی)
شهرستان لارنس، تنسی (به انگلیسی: Lawrence County, Tennessee) یک سکونتگاه مسکونی در ایالات متحده آمریکا است که در تنسی واقع شده‌است.

## خصوصیات
شهرستان لارنس ۱٬۶۰۰ کیلومترمربع مساحت دارد.